# WISE Audit マルチテナントエディション
WISE Audit MTE（ワイズオーディット マルチテナントエディション）は、2003年に発売を開始した高速検索とフィルタリング機能を備えたWISE Auditから派生した、SaaS/ASP事業者・グループ企業向けのメールアーカイブソリューション。複数テナントに対応したメールアーカイブシステムであり、SaaS/クラウドコンピューティングに対応可能。

## 概要
- 機能 ： メールアーカイブ機能（フレキシブルリテンションピリオド[3]、多機能検索など）、メールフィルタ機能、グループ企業統括管理機能
- オプション ： Exchangeサーバ対応、時間差配送オプション
- 導入効果 ： 内部統制システムの構築、情報漏えい防止、各種コンプライアンスの対応、不適切メールの抑止、メール復元

## バージョン
- WISE Audit MTE Ver. 1.1

2010年3月リリース。
- WISE Audit MTE Ver. 1.2

2010年11月リリース。
- WISE Audit MTE Ver. 2.0

2012年2月リリース。
- WISE Audit MTE Ver. 2.1

2013年7月リリース。
- WISE Audit MTE 販売終了

2014年3月 製品体系統合のため、WISE Audit MTEは販売終了。
　　 以後はWISE Auditマルチモデルで同一機能を提供。